# Cucumis humifructus
 
Cucumis humifructus — вид рослин родини гарбузові. Рідкісний вид рослин, що плодоносить під землею.

## Назва
В англійській мові називають «трубкозубів огірок» (англ. aardvark cucumber) чи «трубкозубова диня» (англ. aardvark pumpkin).

## Історія дослідження
Плід рослини вперше було надіслано у 1910 році до Національного Гербарію. Проте проростити насіння не вдалося. У 1923 році рослину з описом надіслали в ботанічний сад К'ю, де не повірили, що плід розвивається під землею, а припустили, що місцеві заривають їх під землю з метою збереження. Вперше свідчення очевидців підтвердилися у лабораторних умовах, коли проросло насіння зібране банкіром та ботаніком Ернестом Едвардом Галпіном (Ernest Edward Galpin). У листі він написав, що ця рослина продукує плоди зовні схожі на бульбу, але всередині схожі на гарбуз. Хоча рослина загинула до того як плоди дозріли, науковці отримали достатньо доказів щоб підтвердити свідчення.

## Будова
Дводольна рослина з малими різностатевими квітами. Має повзуче стебло від 2 до 7 метрів довжини з вусиками, за допомогою яких рослина чіпляється за різні об'єкти. Квітоноси короткі, міцні, з часом вигинаються та видовжуються у бік землі. Плід білувата кругла ягода, розміром в апельсин, містить численне біле гладке насіння у білій драглистій м'якоті.

## Життєвий цикл
Cucumis humifructus плодоносить під землею (геокарпія). Спочатку плід розвивається на поверхні, але потім квітоніжка вигинається і заштовхує його під землю на 150—300 мм. Шкірка плоду товста і водостійка, тому він може знаходитися під землею довго не гниючи. Рослина розвинула симбіоз з африканським трубкозубом, що шукає соковиті плоди у сухих сезон, поїдає і розносить насіння зі своїми фекаліями.
Розповсюдження Cucumis humifructus повністю залежиться від трубкозубів, оскільки плоди знаходяться дуже глибоко і насіння не може прорости самостійно.
Можливо саме через цю рослину у трубкозубів, що харчуються переважно мурахами та термітами, в ході еволюції збереглися бічні зуби.

## Поширення та середовище існування
Зростає у Південній Африці та на Мадагаскарі.

## Галерея

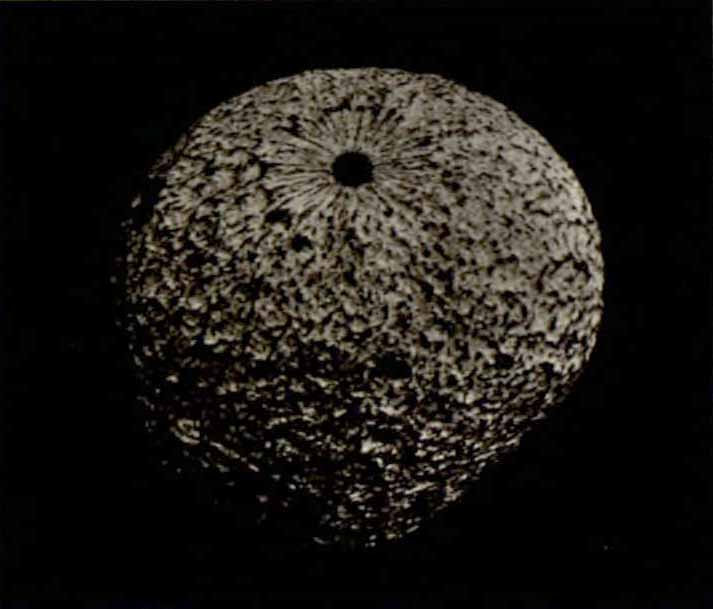
Плід
Плід з вимірювальною рулеткою
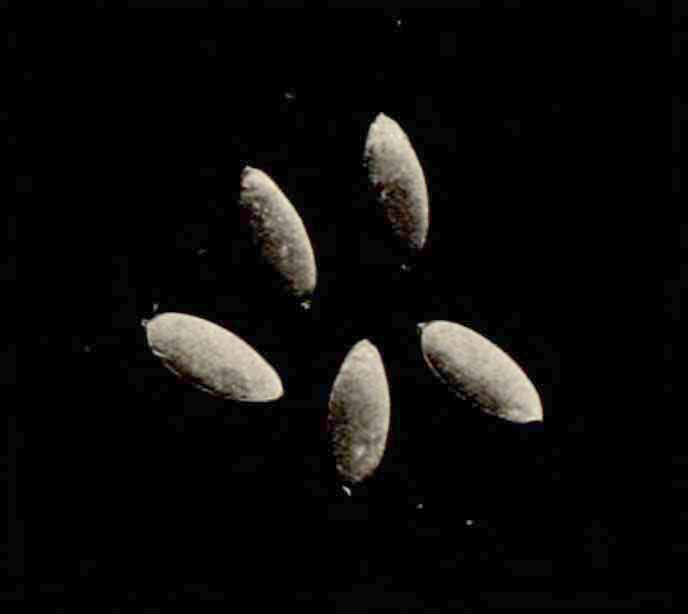
Насіння